# Manga Do, Igort e la via del manga
Manga Do, Igort e la via del manga è un film documentario del 2018 diretto da Domenico Distilo.

## Trama
Il film racconta il viaggio in Giappone intrapreso dal protagonista, il fumettista italiano Igort, volto ad approfondire la conoscenza della cultura giapponese e dal quale è scaturito il lavoro presentato nella propria opera Quaderni giapponesi (volume secondo). Igort e il suo compagno di viaggio, il fotografo Giovanni Piliarvu, partono da Tokyo per recarsi inizialmente a Nagoya, successivamente discendono lungo la penisola di Kii fino ad Izumo, per giungere infine ad Hiroshima.
La via citata nel titolo del film fa riferimento al percorso intrapreso dall'artista per trasformare una tecnica, quella del racconto disegnato, in una pratica di perfezionamento.

## Produzione
Il libro citato nel film, Quaderni giapponesi (volume secondo), è un romanzo grafico dedicato alla cultura giapponese, di cui l'autore descrive la bellezza, le contraddizioni intrinseche e l'influenza che ha avuto sulla propria vita .

## Riconoscimenti
Il film è stato presentato in anteprima mondiale al Biografilm Festival di Bologna il 19 giugno 2018, dove si è aggiudicato il Premio del pubblico .